# Oona Chaplin
Oona Castilla Chaplin (Madrid, 4 juni 1986) is een Spaanse actrice.

## Biografie
Chaplin is de kleindochter van Charlie Chaplin en de achterkleindochter van de Amerikaanse toneelschrijver Eugene O'Neill. Chaplin werd vernoemd naar haar grootmoeder aan moeders kant, Oona O'Neill Chaplin. Ze is de dochter van de Brits-Amerikaanse actrice Geraldine Chaplin en de Chileense cinematograaf Patricio Castilla. Ze werd geboren in Madrid en bracht het merendeel van haar jeugd door in Spanje, Zwitserland en Cuba. Ze reisde vaak omwille van de carrière van haar moeder. Ze deed aan ballet, salsa en flamenco sinds haar kindertijd.
Toen Chaplin vijftien was, ging ze toneel studeren in Schotland. Ze deed mee aan diverse stukken, zoals Romeo en Julia en een nabootsing van haar grootvader in A Midsummer Night's Dream. Ze studeerde in 2007 af van de Royal Academy of Dramatic Art.

## Carrière
Na haar afstuderen acteerde Chaplin vooral in Britse en Spaanse korte films. Ze speelde naast haar moeder in drie films: Inconceivable, ¿Para qué sirve un oso? en Imago Mortis. In 2010 verscheen ze als een Braziliaanse kooidanseres in Married Single Other, gevolgd door een rol in de BBC-series The Hour en Sherlock. In 2012 en 2013 speelde ze Talisa Maegyr in de fantasy-televisieserie Game of Thrones van HBO. Sindsdien speelt ze in The Crimson Field. In 2017 vertolkt Oona Chaplin de rol van Zilpha Geary in de BBC/FX-televisieserie Taboo.

## Filmografie
- Treason (2022)
- My Dinner with Hervé (2018) - tv-film
- Anchor and Hope (2017)
- Taboo (2017)
- Realive (2016)
- Dancing for My Havana (2015)
- The Longest Ride (2015)
- Black Mirror (2014) - televisieserie
- The Crimson Field (2014) - miniserie
- Purgatorio (2014)
- Aloft (2014)
- The F Word (2013)
- Dates (2013) - televisieserie
- Game of Thrones (2012-2013) - televisieserie
- The Hour (2011-2012) - televisieserie
- ¿Para qué sirve un oso? (2011)
- The Devil's Double (2011)
- Pelican Blood (2010)
- Imago Mortis (2009)
- Quantum of Solace (2008)
- Inconceivable (2008)

- Biblioteca Nacional de España: XX5570636
- Bibliothèque nationale de France: cb17137773r (data)
- Gemeinsame Normdatei: 1070216445
- International Standard Name Identifier: 0000 0003 8034 6628
- Library of Congress Control Number: no2012096031
- Nationale Bibliotheek van Israël: 987007390527605171
- Nederlandse Thesaurus van Auteursnamen: 412667762
- Système universitaire de documentation: 255457820
- Virtual International Authority File: 259229020
- WorldCat: E39PBJcWtY8GPr867cBDR3RxjC